# Eleutherodactylus sommeri
Espèce
Synonymes
- Eleutherodactylus wetmorei sommeri Schwartz, 1977

Statut de conservation UICN

 EN B1ab(iii) : En danger
Eleutherodactylus sommeri est une espèce d'amphibiens de la famille des Eleutherodactylidae.

## Répartition
Cette espèce est endémique d'Hispaniola. Elle se rencontre de 700 à 1 040 m d'altitude dans le Massif du Nord à Haïti et dans la cordillère Centrale en République dominicaine.

## Étymologie
Cette espèce est nommée en l'honneur de William W. Sommer.

## Référence
- Schwartz, 1977 : A New Subspecies of Eleutherodactylus wetmorei Cochran (Anura: Leptodactylidae) from Northern Haiti. Herpetologica, vol. 33, no 1, p. 66-72.